# 大耳沙蜥
大耳沙蜥（学名：Phrynocephalus mystaceus）为鬣蜥科沙蜥属的爬行动物。分布于白俄罗斯、乌克兰、土耳其、伊朗、阿富汗、土库曼斯坦、哈萨克斯坦、吉尔吉斯斯坦以及中国的新疆等地，常见于荒漠，栖息于半固定沙丘中。